# Zlatá medaile Královské astronomické společnosti

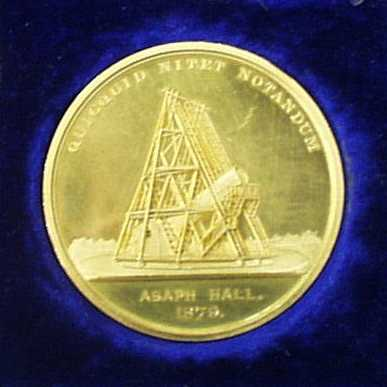
Zlatá medaile (Gold medal), kterou obdržel v roce 1879 Asaph Hall

Zlatá medaile Královské astronomické společnosti (anglicky Gold Medal of the Royal Astronomical Society) je nejvyšší ocenění Královské astronomické společnosti ve Velké Británii.

## Historie
Astronomická společnost (později Královská astronomická společnost) byla založena v roce 1820. Od doby jejího založení až do roku 1833 bylo každý rok udělováno několik těchto medailí Gold Medal. Pak již až do roku 1963, kromě několika výjimek, byla tato cena udělována pouze jedna za rok.
První výjimka nastala v roce 1847, kdy nebyla udělena nikomu, i když rok předtím došlo k objevu planety Neptun. O prioritu objevu se však ucházeli dva zájemci – John Couch Adams a Urbain Le Verrier, a protože bylo těžké rozhodnout, kdo z nich má větší zásluhu o objev této planety, nebyla tato cena udělena nikomu.
Spor byl vyřešen udělením 12 „čestných“ medailí, které dostali v roce 1848 různí lidé, včetně Adamse a Le Verriera, a od roku 1849 se cena opět udělovala v počtu jedna ročně. Adams a Le Verrier obdrželi své Zlaté medaile až v roce 1866 a 1868.
Dvě medaile byly uděleny ještě v roce 1867 a 1886, naopak v některých letech nebyla udělena žádná. Od roku 1964 se většinou udělují dvě medaile, jedna za astronomii, a druhá za geofyziku.

## Seznam oceněných
- 1824 Charles Babbage, Johann Franz Encke
- 1826 John Herschel, James South, Wilhelm Struve
- 1827 Francis Baily
- 1828 Thomas Makdougall Brisbane, James Dunlop, Caroline Herschel
- 1829 William Pearson, Friedrich Wilhelm Bessel, Heinrich Christian Schumacher
- 1830 William Richardson, Johann Franz Encke
- 1831 Henry Kater, Marie-Charles Damoiseau
- 1833 George Biddell Airy
- 1835 Manuel J. Johnson
- 1836 John Herschel
- 1837 Otto A. Rosenberger
- 1839 John Wrottesley
- 1840 Giovanni Plana
- 1841 Friedrich Wilhelm Bessel
- 1842 Peter Andreas Hansen
- 1843 Francis Baily
- 1845 William Henry Smyth
- 1846 George Biddell Airy
- 1849 William Lassell
- 1850 Otto Wilhelm Struve
- 1851 Annibale de Gasparis
- 1852 Christian August Friedrich Peters
- 1853 John Russell Hind
- 1854 Charles Rümker
- 1855 William Rutter Dawes
- 1856 Robert Grant
- 1857 Heinrich Schwabe
- 1858 Robert Main
- 1859 Richard Christopher Carrington
- 1860 Peter Andreas Hansen
- 1861 Hermann Goldschmidt
- 1862 Warren de la Rue
- 1863 Friedrich Wilhelm August Argelander
- 1865 George Phillips Bond
- 1866 John Couch Adams
- 1867 William Huggins, William Allen Miller
- 1868 Urbain Le Verrier
- 1869 Edward James Stone
- 1870 Charles-Eugène Delaunay
- 1872 Giovanni Schiaparelli
- 1874 Simon Newcomb
- 1875 Heinrich d'Arrest
- 1876 Urbain Le Verrier
- 1878 Ercole Dembowski
- 1879 Asaph Hall
- 1881 Axel Möller
- 1882 David Gill
- 1883 Benjamin A. Gould
- 1884 Andrew Ainslie Common
- 1885 William Huggins
- 1886 Edward Charles Pickering, Charles Pritchard
- 1887 George William Hill
- 1888 Arthur Auwers
- 1889 Maurice Loewy
- 1892 George Howard Darwin
- 1893 Hermann Carl Vogel
- 1894 S. W. Burnham
- 1895 Isaac Roberts
- 1896 Seth Carlo Chandler
- 1897 Edward Emerson Barnard
- 1898 William Frederick Denning
- 1899 Frank McClean
- 1900 Henri Poincaré
- 1901 Edward Charles Pickering
- 1902 Jacobus Kapteyn
- 1903 Hermann Struve
- 1904 George Ellery Hale
- 1905 Lewis Boss
- 1906 William Wallace Campbell
- 1907 Ernest William Brown
- 1908 David Gill
- 1909 Oskar Backlund
- 1910 Friedrich Küstner
- 1911 Philip Herbert Cowell
- 1912 Arthur Robert Hinks
- 1913 Henri-Alexandre Deslandres
- 1914 Max Wolf
- 1915 Alfred Fowler
- 1916 John L. E. Dreyer
- 1917 Walter Sydney Adams
- 1918 John Evershed
- 1919 Guillaume Bigourdan
- 1921 Henry Norris Russell
- 1922 James Hopwood Jeans
- 1923 Albert A. Michelson
- 1924 Arthur Eddington
- 1925 Frank Watson Dyson
- 1926 Albert Einstein
- 1927 Frank Schlesinger
- 1928 Ralph Allen Sampson
- 1929 Ejnar Hertzsprung
- 1930 John Stanley Plaskett
- 1931 Willem de Sitter
- 1932 Robert Grant Aitken
- 1933 Vesto Slipher
- 1934 Harlow Shapley
- 1935 E. Arthur Milne
- 1936 Hisashi Kimura
- 1937 Harold Jeffreys
- 1938 William Hammond Wright
- 1939 Bernard Lyot
- 1940 Edwin Hubble
- 1943 Harold Spencer Jones
- 1944 Otto Struve
- 1945 Bengt Edlén
- 1946 Jan Oort
- 1947 Marcel Minnaert
- 1948 Bertil Lindblad
- 1949 Sydney Chapman
- 1950 Joel Stebbins
- 1951 Anton Pannekoek
- 1952 John Jackson
- 1953 Subrahmanyan Chandrasekhar
- 1954 Walter Baade
- 1955 Dirk Brouwer
- 1956 Thomas George Cowling
- 1957 Albrecht Unsöld
- 1958 André Danjon
- 1959 Raymond Arthur Lyttleton
- 1960 Viktor Ambarcumjan
- 1961 Herman Zanstra
- 1962 Bengt Strömgren
- 1963 H. H. Plaskett
- 1964 Martin Ryle, Maurice Ewing
- 1965 Edward Bullard, Gerald Maurice Clemence
- 1966 Ira S. Bowen, Harold C. Urey
- 1967 Hannes Alfvén, Allan Sandage
- 1968 Walter Munk, Fred Hoyle
- 1969 A. T. Price, Martin Schwarzschild
- 1970 Horace W. Babcock
- 1971 Frank Press, Richard van der Riet Woolley
- 1972 H. I. S. Thirlaway, Fritz Zwicky
- 1973 Francis Birch, Edwin Salpeter
- 1974 Ludwig Biermann, K. E. Bullen
- 1975 Jesse Greenstein, Ernst Öpik
- 1976 William H. McCrea, J. A. Ratcliffe
- 1977 David R. Bates, John G. Bolton
- 1978 Lyman Spitzer, James Van Allen
- 1979 Leon Knopoff, C. G. Wynne
- 1980 Chaim L. Pekeris, Maarten Schmidt
- 1981 J. F. Gilbert, Bernard Lovell
- 1982 Riccardo Giacconi, Harrie Massey
- 1983 Michael J. Seaton, Fred Whipple
- 1984 S. K. Runcorn, Jakov Borisovič Zeldovič
- 1985 Thomas Gold, Stephen Hawking
- 1986 G. E. Backus, Alexander Dalgarno
- 1987 Takesi Nagata, Martin Rees
- 1988 Don L. Anderson, C. de Jager
- 1989 Raymond Hide, Ken Pounds
- 1990 James W. Dungey, B. E. J. Pagel
- 1991 Vitalij Ginzburg, G. J. Wasserburg
- 1992 Dan P. McKenzie, Eugene N. Parker
- 1993 Peter Goldreich, Donald Lynden-Bell
- 1994 James E. Gunn, Thomas R. Kaiser
- 1995 John T. Houghton, Rashid Sunyaev
- 1996 Kenneth Creer, Vera Rubin
- 1997 Donald Farley, Donald Osterbrock
- 1998 Robert Ladislav Parker, James Peebles
- 1999 Kenneth Budden, Bohdan Paczynski
- 2000 Leon Lucy, Robert Hutchinson
- 2001 Hermann Bondi, H. Rishbeth
- 2002 Leon Mestel, John Arthur Jacobs
- 2003 John N. Bahcall, David Gubbins
- 2004 Jeremiah P. Ostriker, Grenville Turner
- 2005 Margaret Burbidge, Geoffrey Burbidge, Carole Jordan
- 2006 Simon White, Stan Cowley
- 2007 Leonard Culhane, Nigel Weiss
- 2008 Joseph Silk, B. Kennett
- 2009 David A. Williams, Eric Priest
- 2010 Douglas Gough, John Woodhouse
- 2011 Richard Ellis, Eberhard Grün
- 2012 Andy Fabian, John Brown
- 2013 Roger Blandford, Chris Chapman[1]
- 2014 Carlos Frenk, John Zarnecki[2]
- 2015 Michel Mayor, Michael Lockwood
- 2016 John D. Barrow, Philip England
- 2017 Nick Kaiser, Michele Dougherty
- 2018: James Hough, Robert White
- 2019: Margaret Kivelson, Robert Kennicutt[3]
- 2020: Sandra Faber, Yvonne Elsworth
- 2021: Susan Jocelyn Bell Burnell, Thorne Lay
- 2022: George Petros Efstathiou, Richard B. Horne
- 2023: John A. Peacock, Timothy Noel Palmer
- 2024: Gilles Chabrier, John-Michael Kendall

## Související ocenění

### Stříbrná medaile
Dvakrát došlo k udělení Stříbrné medaile, ale v tomto udělování se nepokračovalo.
- 1824 Charles Rümker, Jean-Louis Pons
- 1827 William Samuel Stratford, Mark Beaufoy

### Seznam oceněných v roce 1848 čestnou medailí
- George Biddell Airy
- John Couch Adams
- Friedrich Wilhelm Argelander
- George Bishop
- George Everest
- John Herschel
- Peter Andreas Hansen
- Karl Ludwig Hencke
- John Russell Hind
- Urbain Le Verrier
- John William Lubbock
- Maxmilian Weisse